# Lewirat

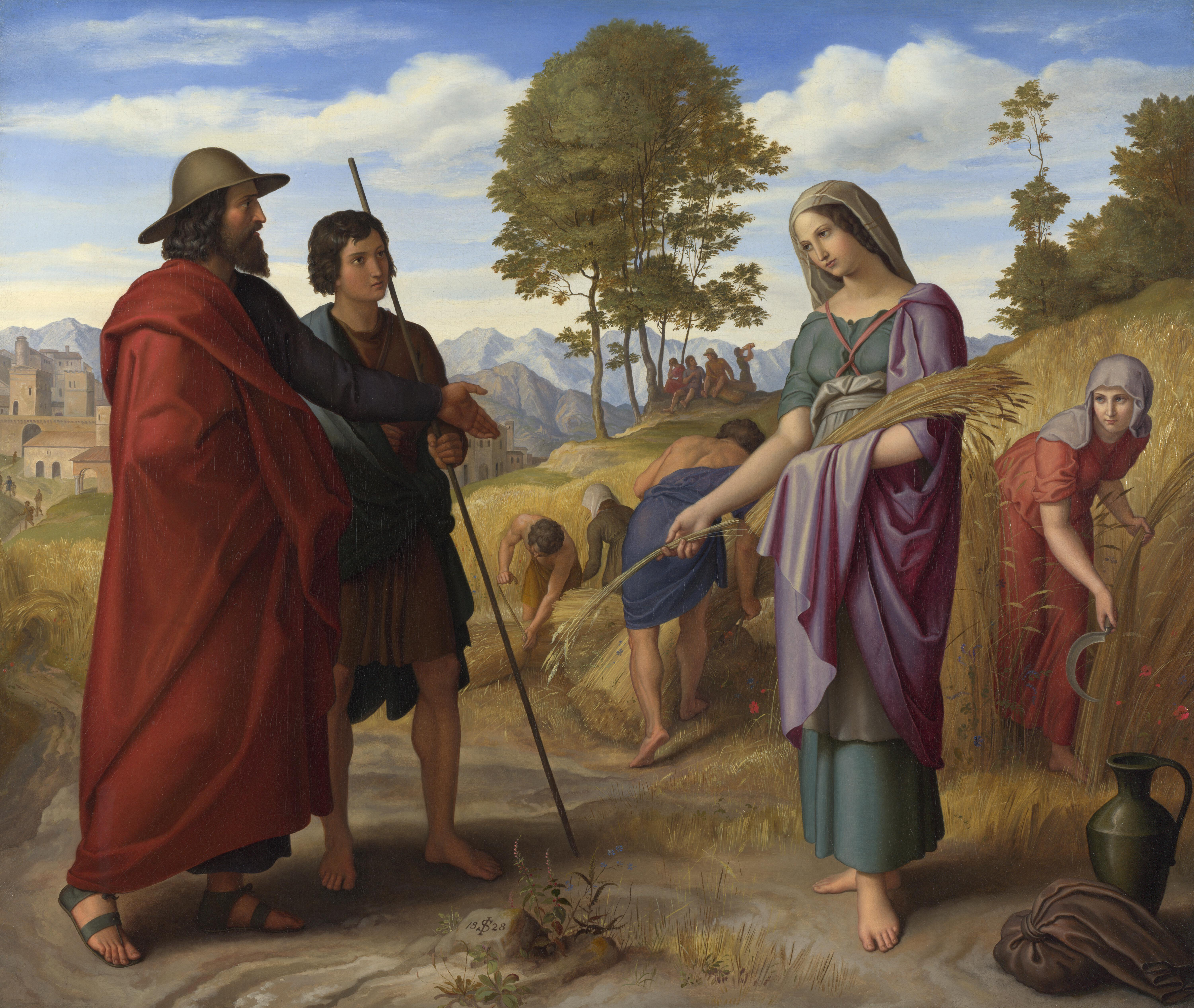
Obraz Juliusa Schnorra von Carolsfelda, przedstawiający Rut na polu Booza

Lewirat (łac. levir „brat męża”) – poślubienie wdowy przez brata (albo niekiedy spadkobiercę) jej zmarłego męża, stanowiące u niektórych ludów (np. starożytni Izraelczycy, Hindusi, Arabowie) zwyczaj obowiązujący dla zapewnienia ciągłości rodu.
Zwyczaj ten jest rozpowszechnionym rodzajem asekuracji na życie, nigdzie jednak nie funkcjonuje na zasadzie formalnego prawa.

## Hinduizm
W hinduizmie znany jest lewirat, w tym instytucja czasowego małżeństwa z wdową nijoga (trl. niyoga).